# إلكان بلاوت
إلكان بلاوت (بالإنجليزية: Elkan Blout)‏ ولد في (2 يوليو 1919) وتوفي في (20 ديسمبر 2006) هو عالم كيمياء حيوية في شركة بولارويد ومستشفى بوسطن للأطفال، وأستاذ فخري للكيمياء البيولوجية في جامعة هارفارد.
حصل على البكالوريوس في الكيمياء في عام 1939 من جامعة برنستون والدكتوراه في عام 1942 من جامعة كولومبيا.
انتخب بلاوت عضوا في الأكاديمية الوطنية للعلوم في عام 1969. وحصل على جائزة قلادة العلوم الوطنية في عام 1990، للدراسات الرائدة التي أجراها في بنية البروتين.
توفي إلكان بلاوت في كانون الأول / ديسمبر 2006 على جزيرة كوتي هونك.

## وصلات خارجية
- Pearce، Jeremy (9 يناير 2007). "Elkan R. Blout, Scientist at Harvard, Dies at 86". The New York Times. مؤرشف من الأصل في 2018-07-01.
- Stryer، Lubert (2009). Elkan Rogers Blout 1919-2006, A Biographical Memoir (PDF). National Academy of Sciences. مؤرشف من الأصل (PDF) في 2018-02-10. اطلع عليه بتاريخ 2018-02-09.
- Center for Oral History. "Elkan R. Blout". Science History Institute. مؤرشف من الأصل في 2019-05-23.
- Bohning، James J.؛ Thackray، Arnold (22 نوفمبر 2002). Elkan R. Blout, Transcripts of Interviews Conducted by James J. Bohning and Arnold Thackray at Harvard School of Public Health, Harvard Medical School, and Cambridge, Massachusetts on 30 May 1991, 13 سبتمبر 2002, and 22 November 2002 (PDF). Philadelphia, PA: Chemical Heritage Foundation. مؤرشف من الأصل (PDF) في 2019-02-21.